# Ронкачо Инфериоре (Верчели)
Ронкачо Инфериоре је насеље у Италији у округу Верчели, региону Пијемонт.
Према процени из 2011. у насељу је живело 3 становника. Насеље се налази на надморској висини од 1074 м.